# Oggetto di Hoag
L'Oggetto di Hoag è una galassia di aspetto non convenzionale, conosciuto come galassia ad anello. La straordinaria forma di quest'oggetto ha interessato appassionati ed astronomi; fu scoperta da Arthur Allen Hoag nel 1950, il quale la classificò come una nebulosa planetaria o una galassia di forma peculiare.

## Osservazione
Questa remota galassia è visibile nella costellazione del Serpente, in particolare nella sezione della Testa; si individua circa 6 gradi a sud-ovest della stella Alpha Coronae Borealis. Si tratta di un oggetto molto debole, fuori dalla portata dei telescopi di piccola e media portata; la sua magnitudine è 16.

## Caratteristiche
La galassia, distante circa 600 milioni di anni luce, è formata da un anello quasi perfetto di stelle calde e blu che circonda un nucleo di colore giallo. Il diametro di 6" della parte interna della galassia corrisponde a circa 17.000 anni luce (5,3 kiloparsec), mentre l'anello esterno ha un diametro interno di 28", corrispondente a circa 75.000 anni luce (24,8 kpc); il diametro totale della galassia si aggira sui 45", pari a circa 121.000 anni luce (39,9 kpc), che equivale ad un diametro leggermente superiore a quello della nostra Via Lattea. Lo spazio che separa le due popolazioni stellari (centro e anello) potrebbe contenere alcuni ammassi aperti, che però sono troppo deboli per essere osservati. Nonostante l'incredibile rarità di questo tipo di galassie, tra l'anello esterno ed il nucleo è visibile (a ore uno nella foto) un'altra galassia con le medesime caratteristiche ad anello, molto più distante, e incredibilmente sovrapposte l'una con l'altra per un raro effetto di prospettiva.

## Formazione
Nonostante la sua natura peculiare sia stata ben mostrata dal Palomar Sky Survey, la sua forma non è descritta e contemplata né nel Morphological Catalogue of Galaxies, né nel Catalogue of Galaxies and Clusters of Galaxies (CGCG), né nel Catalogue of Galactic Planetary Nebulae.
Durante il primo annuncio della scoperta, Art Hoag propose un'ipotesi secondo la quale l'anello visibile fosse in realtà prodotto dall'effetto delle lenti gravitazionali; questa teoria fu in seguito messa in discussione poiché sia l'anello che il nucleo possedevano lo stesso spostamento verso il rosso (redshift) e poiché i telescopi più potenti messi a punto in seguito rivelarono che la struttura dell'anello non era un effetto dovuto alle lenti gravitazionali.
Molti dettagli della galassia restano sconosciuti, primo fra tutti le cause della sua origine. Le così note "classiche" galassie ad anello sono il risultato di una collisione di una piccola galassia con un'altra più grande con struttura a disco (galassie interagenti); questa collisione produce nel disco un'onda di densità che comporta la formazione del caratteristico anello. Tuttavia, nell'Oggetto di Hoag non si rivela alcuna traccia di una seconda galassia che possa aver agito da "proiettile", senza contare che il suo nucleo possiede una velocità relativa molto più bassa rispetto all'anello, rendendo l'ipotesi delle galassie interagenti assai poco credibile.
Si è suggerito che l'Oggetto di Hoag potrebbe essere il prodotto di una estrema "instabilità di barra" avvenuta alcuni miliardi di anni fa in quella che in origine era una galassia spirale barrata. Nel 1987 Schweizer ed altri studiosi suggerirono che questa è un'ipotesi improbabile, poiché il nucleo dell'oggetto è di forma sferoidale, mentre il nucleo di una galassia spirale barrata appare pressato, oltre che per altre ragioni. È interessante notare che solo poche galassie possiedono le caratteristiche principali dell'Oggetto di Hoag, incluse l'anello di stelle ben delineato, ma i loro centri, a differenza di questa galassia, sono allungati o barrati, mostrando certe volte pure una traccia di strutture a spirale; anche se nessun'altra galassia ha una simmetria così perfetta come l'Oggetto di Hoag, le galassie con caratteristiche simili a questa sono note come "Galassie del tipo Hoag".
Mentre c'è molto ancora da spiegare sulla formazione dell'Oggetto di Hoag, è stato suggerito che un "evento di accrescimento" maggiore, in altre parole una collisione o una cattura di una galassia da parte di un'altra, potrebbe aver causato la formazione della galassia che vediamo oggi. L'evento avrebbe avuto luogo probabilmente negli ultimi 2-3 miliardi di anni, e potrebbe essere paragonato al processo che forma le galassie ad anello polare.